# نجيب ميقاتي
نجيب عزمي ميقاتي (مواليد 24 نوفمبر 1955)، سياسي ورجل أعمال لبناني، شغل منصب رئيس الوزراء اللبناني الثاني والخمسين من عام 2021 إلى عام 2025. وقد شغل هذا المنصب سابقًا كرئيس للوزراء للمرة الثامنة والأربعين والخامسة والأربعين من عام 2011 إلى عام 2014 وفي عام 2005. كما شغل سابقًا منصب وزير الأشغال العامة والنقل من ديسمبر 1998 إلى عام 2003.
في عام 2005، ترأس حكومة مؤقتة أشرفت على الانتخابات العامة لعام 2005 بعد انسحاب القوات السورية. وفي عام 2011، شكل حكومته الثانية بدعم من تحالف 8 آذار، قبل أن يستقيل في عام 2013. كان عضوًا في البرلمان عن طرابلس من عام 2000 إلى عام 2005 وأعيد انتخابه في عامي 2009 و2018. وفي يوليو 2021، تم تعيينه رئيسًا للوزراء.
وفقًا لمجلة فوربس، يُعتبر ميقاتي أغنى رجل في لبنان، حيث بلغت ثروته الصافية 2.8 مليار دولار في عام 2023. وفي عام 2019، اتهمته النيابة العامة اللبنانية ممثلة بالمدعية العامة غادة عون بالفساد ورفعت ضده تهمًا تتعلق بالثراء غير المشروع عبر قروض الإسكان المدعومة. رفضت هذه التهم في 3 فبراير 2022 من قبل القاضي شربل بو سمرا. وفي عام 2023، برأته تحقيقات في موناكو من أي مخالفات بسبب "عدم كفاية الأدلة"، وقال إن الاتهامات الموجهة إليه كانت بدوافع سياسية. ارتبط اسم ميقاتي بالرئيس السوري المخلوع بشار الأسد، حيث جمع ثروته من خلال تشغيل عدة مشاريع اتصالات في سوريا ولبنان في أوائل العقد الأول من القرن الحادي والعشرين.

## حياته المبكرة وتعليمه
وُلد ميقاتي في 24 نوفمبر 1955، ينحدر من عائلة سنية بارزة مقيمة في طرابلس. تخرج من الجامعة الأمريكية في بيروت عام 1980 بدرجة ماجستير في إدارة الأعمال. كما شارك في برنامج صيفي في جامعة هارفارد، وبرامج إدارة متقدمة في معهد INSEAD.

## مسيرته المهنية
1. أسس في عام 1982 بمشاركةٍ مع شقيقه الأكبر «طه ميقاتي» «شركة إنفستكوم»[14]، وهو أحد الشركاء في «مجموعة ميقاتي» التي تمتلكها أسرته، والتي تنشط في قطاع الاستثمار والاتصالات والبنوك والعقار والنقل الجوي والأزياء،
2. وضعته مجلة فوربس الأمريكية في المركز ال409 عالميًا وال9 عربيًا لأغنياء العالم بعام 2011 وذلك بثروة قدرت ب2.8 مليار$.[15]
3. بين عامي 1992 و1996 انتخب عضوًا في غرفة التجارة والصناعة في بيروت، كما حاز عضوية اللجنة التنفيذية لغرفة التجارة العربية – الأمريكية، وأيضًا عضوية مجلس رجال الأعمال السوري - اللبناني.
4. عضو في مجلس أمانة الجامعة الأميركية في بيروت، وفي المجلس الاستشاري لكلية هاريس في جامعة شيكاغو،
5. عضو في المجلس الاستشاري للمجموعة الدولية لمعالجة الأزمات «انترناشونال كرايسز غروب».[14]
6. يرأس منتدى استشراف الشرق الأوسط[14]، وأيضًا منتدى الوسطية في لبنان.

## نشاطه السياسي
دخل المجال السياسي أول مرة في عام 1998 بتوليه منصب وزير الأشغال العامة ووزير النقل في حكومة سليم الحص الرابعة ، ثم ترشح في عام 2000 لانتخابات مجلس النواب لدورة عام 2000 عن أحد المقاعد السنية في طرابلس واستطاع تحقيق الفوز، وقد استمرت هذه الدورة لغاية عام 2005 والتي لم يترشح خلالها لدورة البرلمان الجديد بسبب تكليفه برئاسة الحكومة التي تلت استقالة حكومة الرئيس عمر كرامي بعد اغتيال رئيس الوزراء الأسبق رفيق الحريري وفشله بتشكيل حكومة جديدة، وبعد تكليفه بتشكيل الحكومة قطع عهدًا بعدم الترشح للانتخابات البرلمانية عام 2005 التي ستشرف عليها حكومته، وكانت هذه المرة الأولى التي يلتزم بها رئيس حكومة في لبنان بالحياد بالانتخابات وعدم ترشيح نفسه، وكانت فترة رئاسته للحكومة من 19 أبريل إلى 19 يوليو 2005. وفي عام 2009 عاد وترشح للانتخابات عن قضاء طرابلس بالتحالف مع تيار المستقبل وحلفائه، واستطاع تحقيق الفوز والدخول مرة أخرى إلى البرلمان.
مشاركاته الوزارية بالحكومات:
- من 4 ديسمبر 1998 لغاية 26 أكتوبر 2000 وزيرًا للأشغال العامة ووزيرًا للنقل وذلك في حكومة الرئيس سليم الحص بعهد الرئيس إميل لحود.
- من 26 أكتوبر 2000 إلى 17 أبريل 2003 وزيرًا للأشغال العامة والنقل في حكومة الرئيس رفيق الحريري بعهد الرئيس إميل لحود،
- وفي 17 أبريل 2003 أعيد تعيينه بنفس المنصب كوزير للأشغال العامة والنقل ذلك في حكومة جديدة شكلها الرئيس رفيق الحريري بعهد الرئيس إميل لحود.
- وفي 9 سبتمبر 2004 عين بالإضافة لمنصبه وزيرًا للمهجرين وذلك بعد استقالة وزيرها بسبب رفض تعديل الدستور للتجديد للرئيس إميل لحود، وظل يتولى مهام منصبه بالوزارتين لغاية 26 أكتوبر 2004.

## رئاسة الوزراء

### رئاسة الحكومة للمرة لأولى
كلف لأول مرة برئاسة الحكومة اللبنانية عام 2005 بعد اغتيال رفيق الحريري رئيس الوزراء الأسبق واستقالة حكومة الرئيس عمر كرامي ، فشكل حكومة من 11 وزيراً ونائبا له هو إلياس المر وقد أشرفت هذه الحكومة على الانتخابات البرلمانية اللبنانية في عام 2005 ولم يترشح وزرائها للانتخابات، وكانت فترة رئاسته للحكومة من 19 أبريل إلى 19 يوليو 2005. وجاء بعده فؤاد السنيورة رئيسًا للوزراء والذي شكل حكومته الأولى في 19 يوليو 2005.

### رئاسة الحكومة للمرة الثانية واستقالته
في 25 يناير 2011 كلفه الرئيس ميشال سليمان برئاسة الحكومة وذلك بعد حصوله في الاستشارات النيابية على 68 صوت من بين 128 نائب مقابل 60 صوت للرئيس سعد الدين الحريري وذلك بعد سقوط الحكومة السابقة التي ترأسها الحريري بعد استقالة 11 وزير منها.

#### استقالته من الحكومة
أعلن نجيب ميقاتي استقالته يوم الجمعة، في 22 آذار 2013، بسبب عدم تشكيل هيئة للإشراف على الانتخابات البرلمانية ومعارضة التمديد لمسؤول أمني بارز في منصبه هو أشرف ريفي.
| نجيب ميقاتي | أما اليوم فإني أُعلن استقالة الحكومة علها بإذن الله تشكل مدخلاً وحيداً لتتحمل الكتل السياسية الأساسية في لبنان مسؤوليتها وتعود إلى التلاقي من أجل إخراج لبنان من النفق المجهول | نجيب ميقاتي |

بقيت حكومة نجيب ميقاتي الثانية في فترة تصريف أعمال إلى 15 شباط 2014 وهو يوم إعلان تشكيل حكومة تمام سلام.

### رئاسة الحكومة للمرة الثالثة
اختير مجددا لتشكيل الحكومة في تاريخ 26 يوليو 2021 في عهد الرئيس ميشيل عون.
وقد تمكن في 10 سبتمبر من تشكيل حكومة من 21 وزيرًا واصدر رئيس الجمهورية ميشيل عون مرسوماً بتعيين ميقاتي رئيسا للوزراء ومرسومًا آخر بتعيين وزراء الحكومة

في 11 يناير 2025، عقد ميقاتي مؤتمرًا صحفيًا مشتركًا مع قائد الإدارة السورية الجديدة أحمد الشرع في قصر الشعب في سوريا، وقال خلال المؤتمر أن "من واجبنا تفعيل العلاقات على قاعدة السيادة الوطنية لكلا البلدين". وقال الشرع في هذا اللقاء أن "نعطي فرصة لانفسنا لبناء علاقة إيجابية في المراحل المقبلة مبنية على سيادة لبنان وسوريا. وسنقف في سوريا على مسافة واحدة من الجميع في لبنان وسنحاول حل المشاكل. وتحدثنا عن المسائل العلاقة ومسائل التهريب والودائع السورية في البنوك اللبنانية".
الرئيس اللبناني المنتخب حديثًا، جوزيف عون، سيبدأ مشاوراته مع أعضاء البرلمان في 13 يناير لاختيار رئيس وزراء.
يُعتبر ميقاتي من أبرز المرشحين للمنصب مرة أخرى. وقد حصل على دعم من بعض الكتل النيابية، بينما تواجهه منافسة من مرشحين آخرين مثل نواف سلام.
وفي 13 يناير 2025 تم انتخاب نواف سلام رئيس وزراء لبنان.

## حياته الأسرية
متزوج من مي دوماني، ولهما من الأبناء: ماهر، ميرا ومالك.

## حياته العملية
ساهم الرئيس ميقاتي في أوائل الثمانينيات في تأسيس شركة INVESTCOM أو M1 Group العائلية، التي أصبحت رائدة في عالم الاتصالات في الأسواق الناشئة في الشرق الأوسط وأفريقيا محققة إنجازات ونمو غير مسبوقين في مجال عملها. إندمجت INVESTCOM مؤخراً في شركة إم تي إن جروب العالمية بعد أن أدرجت أسهم INVESTCOM على بورصتي لندن ودبي.

## وصلات خارجية
- نجيب ميقاتي على موقع IMDb (الإنجليزية)
- نجيب ميقاتي على موقع الموسوعة البريطانية (الإنجليزية)
- نجيب ميقاتي على موقع مونزينجر (الألمانية)
- الموقع الرسمي
- الحساب الرسمي على تويتر